# Isuikwuato
Isuikwuato è una città della Repubblica Federale della Nigeria appartenente allo Stato di Abia. 
È il capoluogo dell'omonima area a governo locale (local government area) che conta una popolazione di 114.442 abitanti.